# Phasicnecus plagiatus
Phasicnecus plagiatus är en fjärilsart som beskrevs av Aurivillius 1911. Phasicnecus plagiatus ingår i släktet Phasicnecus och familjen Eupterotidae. Inga underarter finns listade i Catalogue of Life.